# Chimarra australica
Chimarra australica är en nattsländeart som beskrevs av Georg Ulmer 1916. Chimarra australica ingår i släktet Chimarra och familjen stengömmenattsländor. Inga underarter finns listade i Catalogue of Life.